# Медхёрст, Кэмерон
Кэ́мерон Брэ́дли Ме́дхёрст (англ. Cameron Bradley Medhurst; род. 10 июня 1965, Мельбурн) — австралийский фигурист, выступавший в одиночном катании. Включён в Зал славы австралийского фигурного катания.

## Биография
За время соревновательной карьеры, становился восьмикратным чемпионом Австралии (1982, 1984—1990). Представлял страну на Олимпийских играх в 1984, 1988 и 1992 годах, где финишировал соответственно девятнадцатым, девятнадцатым и шестнадцатым. Девять раз участвовал в чемпионатах мира, наивысшим занятым местом стало десятое. Представлял Мельбурнский клуб фигурного катания.
В 1992 году завершил соревновательную карьеру, после чего катался в различных ледовых шоу — Dorothy Hamill's Ice Capades, Disney On Ice, Holiday On Ice. Впоследствии работал тренером по фигурному катанию в Сиднее и Мельбурне, обучал как детей, так и взрослых спортсменов. В качестве хореографа ставил фигуристам соревновательные программы, а также показательные номера.

## Результаты
| Соревнования             | 78/79 | 79/80 | 80/81 | 82/83 | 83/84 | 84/85 | 85/86 | 86/87 | 87/88 | 88/89 | 89/90 | 90/91 | 91/92 |
| ------------------------ | ----- | ----- | ----- | ----- | ----- | ----- | ----- | ----- | ----- | ----- | ----- | ----- | ----- |
| Олимпийские игры         |       |       |       |       | 19    |       |       |       | 19    |       |       |       | 16    |
| Чемпионат мира           |       |       |       | 21    |       | 18    | 22    | 22    | 11    | 10    | 12    | 17    | 18    |
| NHK Trophy               |       |       |       |       |       |       |       |       | 9     | 9     | 13    | 7     | 10    |
| Skate Canada             |       |       |       |       |       |       |       |       |       | 5     | 10    | 6     |       |
| Skate America            |       |       |       |       |       |       |       |       |       | 7     | 10    | 13    |       |
| Чемпионат Австралии      |       |       |       | 1     |       | 1     | 1     | 1     | 1     | 1     | 1     | 1     |       |
| Юниорский чемпионат мира | 23    | 16    | 7     |       |       |       |       |       |       |       |       |       |       |